# Balal Arezou
Balal Arezou (aussi Belal ou Bilal, né le 28 décembre 1988) est un footballeur afghan qui joue actuellement au poste d'attaquant pour le club norvégien de Moss FK. Il est également sélectionné en équipe nationale d'Afghanistan.

## Biographie
Balal Arezou grandit en Afghanistan avant de rejoindre la Norvège en tant que réfugié. En Norvège, il joue au football pour FK Senja, IK Grane, FK Arendal et l'équipe de jeunes de Fredrikstad FK avant de rejoindre Asker Fotball (en) en 2009. en Février 2013, il rejoint Churchill Brothers SC sur un prêt de quatre mois à partir de Asker. Son prêt se termine avec le retour de l'attaquant indien Sunil Chhetri du Sporting Clube de Portugal.
Il fait ses débuts pour son pays d'origine en 2010 dans l'équipe espoire quand il est appelé pour les Jeux d'Asie du Sud. L'Afghanistan crée la surprise en phase de groupe avec des victoires sur l'Inde (1-0), le Pakistan (2-1) et le Sri Lanka (2-0). Opposés au Népal en demi-finale, les Afghans l'emportent 1-0 mais s'inclinent ensuite en finale face au Bangladesh. Balal Arezou marque les six buts de l'Afghanistan et termine meilleur buteur et meilleur joueur du tournoi.
Sa première cape dans l'équipe senior a lieu le 29 juin 2011 face à la Palestine en éliminatoires de la Coupe du monde. 

## Buts internationaux
| #  | Date            | Lieu                                             | Contre    | But | Resultat | Competition                                         |
| -- | --------------- | ------------------------------------------------ | --------- | --- | -------- | --------------------------------------------------- |
| 1. | 3 juillet 2011  | Faisal Al-Husseini International Stadium, Al-Ram | Palestine | 1–1 | 1–1      | Éliminatoires de la coupe du monde de football 2014 |
| 2. | 3 décembre 2011 | Jawaharlal Nehru Stadium, Delhi, New Delhi       | Inde      | 1–0 | 1–1      | SAFF Championship 2011                              |
| 3. | 7 décembre 2011 | Jawaharlal Nehru Stadium, New Delhi              | Bhoutan   | 3–0 | 8–1      | SAFF Championship 2011                              |
| 4. | 7 décembre 2011 | Jawaharlal Nehru Stadium, New Delhi              | Bhoutan   | 4–0 | 8–1      | SAFF Championship 2011                              |
| 5. | 7 décembre 2011 | Jawaharlal Nehru Stadium, New Delhi              | Bhoutan   | 5–1 | 8–1      | SAFF Championship 2011                              |
| 6. | 7 décembre 2011 | Jawaharlal Nehru Stadium, New Delhi              | Bhoutan   | 8–1 | 8–1      | SAFF Championship 2011                              |
| 7. | 9 décembre 2011 | Jawaharlal Nehru Stadium, New Delhi              | Népal     | 1–0 | 1–0      | SAFF Championship 2011                              |
| 8. | 2 mars 2013     | New Laos National Stadium, Vientiane             | Sri Lanka | 1–0 | 1–0      | Qualifications de l'AFC Challenge Cup 2014          |
| 9. | 4 mars 2013     | New Laos National Stadium, Vientiane             | Mongolie  | 1–0 | 1–0      | Qualifications de l'AFC Challenge Cup 2014          |